# Ботанічний сад Аллана
Ботанічний сад Аллана (англ. Allan Gardens) — найстаріший парк і ботанічний сад Торонто (провінція Онтаріо, Канада). Заснований у 1858 році.
Колекція ботанічного саду розміщена в 5  оранжереях площею майже 1500 м². У південній «Тропічній оранжереї» знаходиться водяне колесо і велике число тропічних рослин, в тому числі орхідеї і бромелієві. В «Прохолодній оранжереї» знаходиться водоспад, невеликий ставок, кипарис кашмірський (лат. Cupressus cashmeriana) і цитрусові дерева. У центральній «Пальмовій оранжереї» ростуть банани, бамбук і великий пандан ароматний (лат. Pandanus odorifer). В іншій «Тропічній оранжереї» ростуть гібіски, бегонії, ґеснерії і саговники. В «Оранжереї кактусів» розмістилася колекція кактусів і сукулентів.
Оранжерея названа на честь урядовця і вченого Джорджа Вільяма Аллана, який подарував місту ділянку землі для створення ботанічної колекції. 

## Галерея

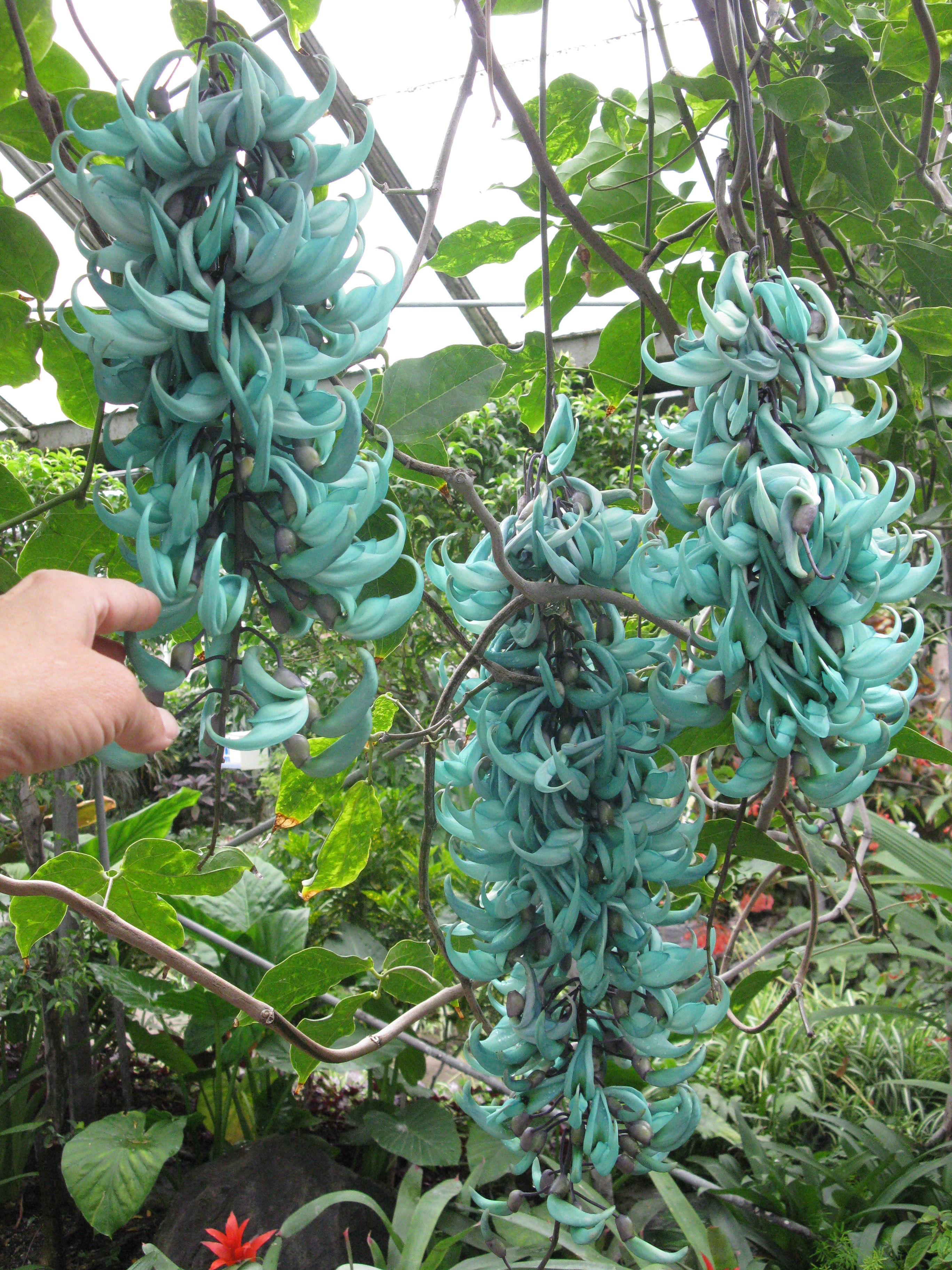
Strongylodon macrobotrys
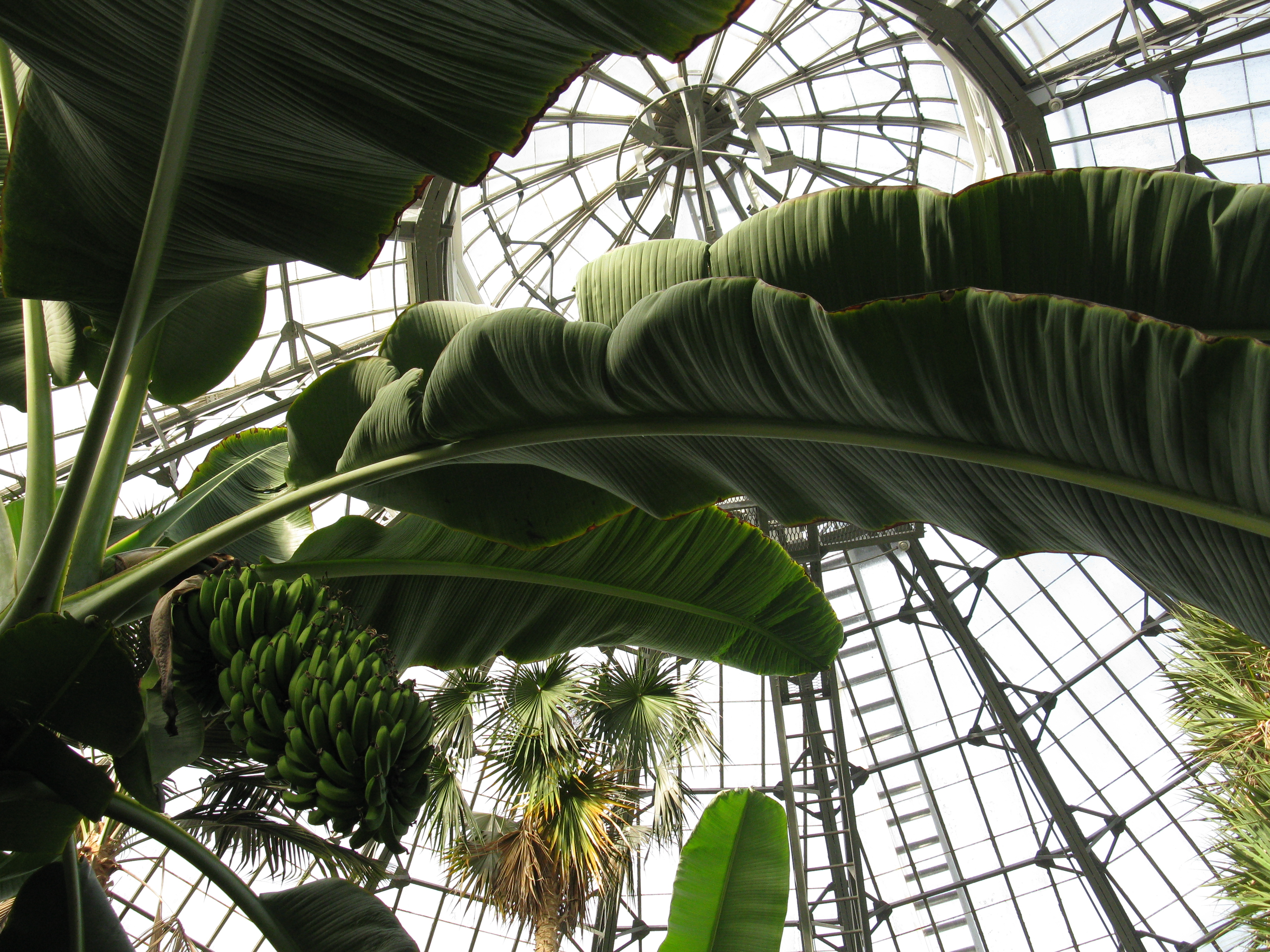
Банан у «Пальмовій оранжереї»
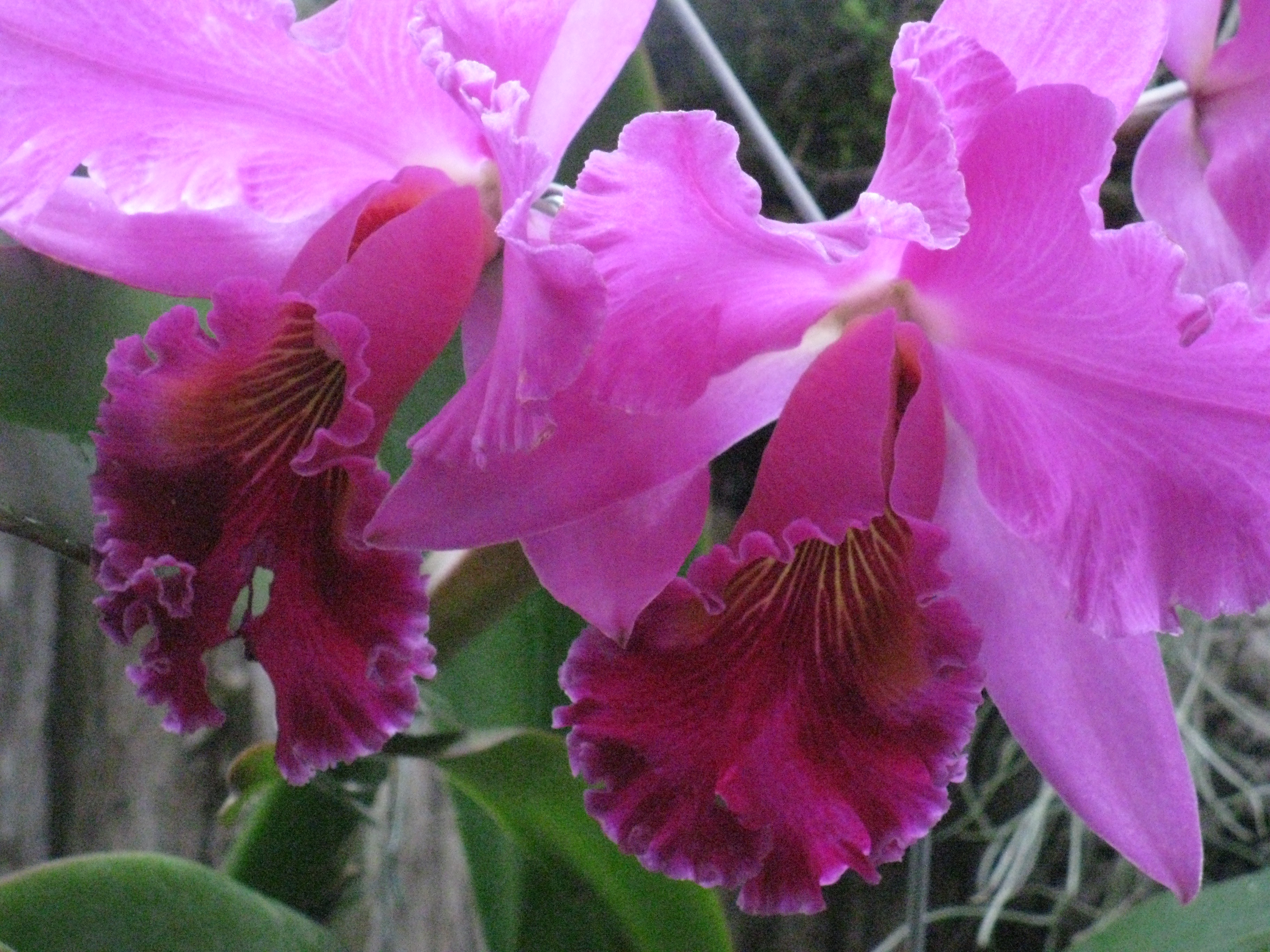
Квітучі орхідеї
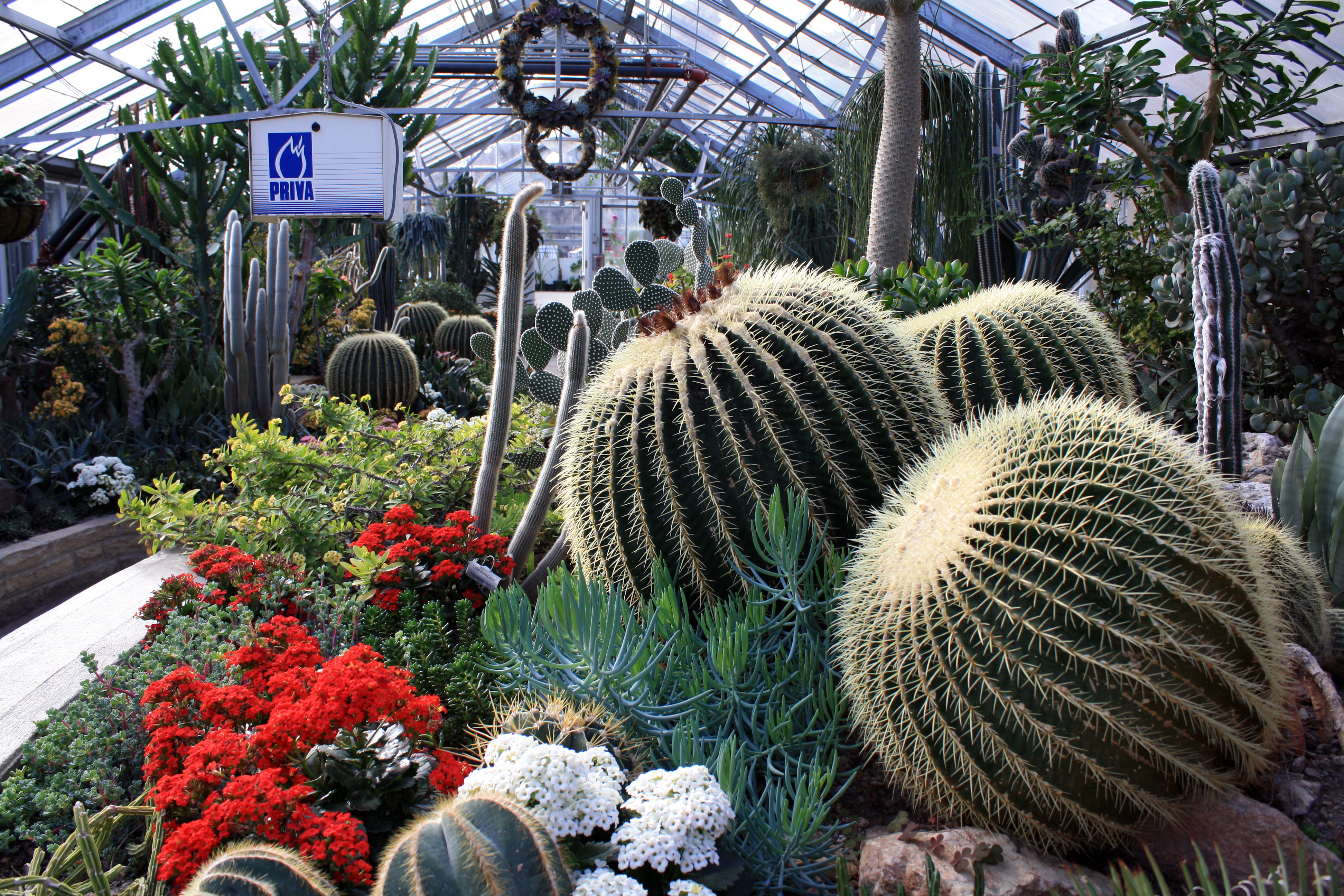
Оранжерея кактусів
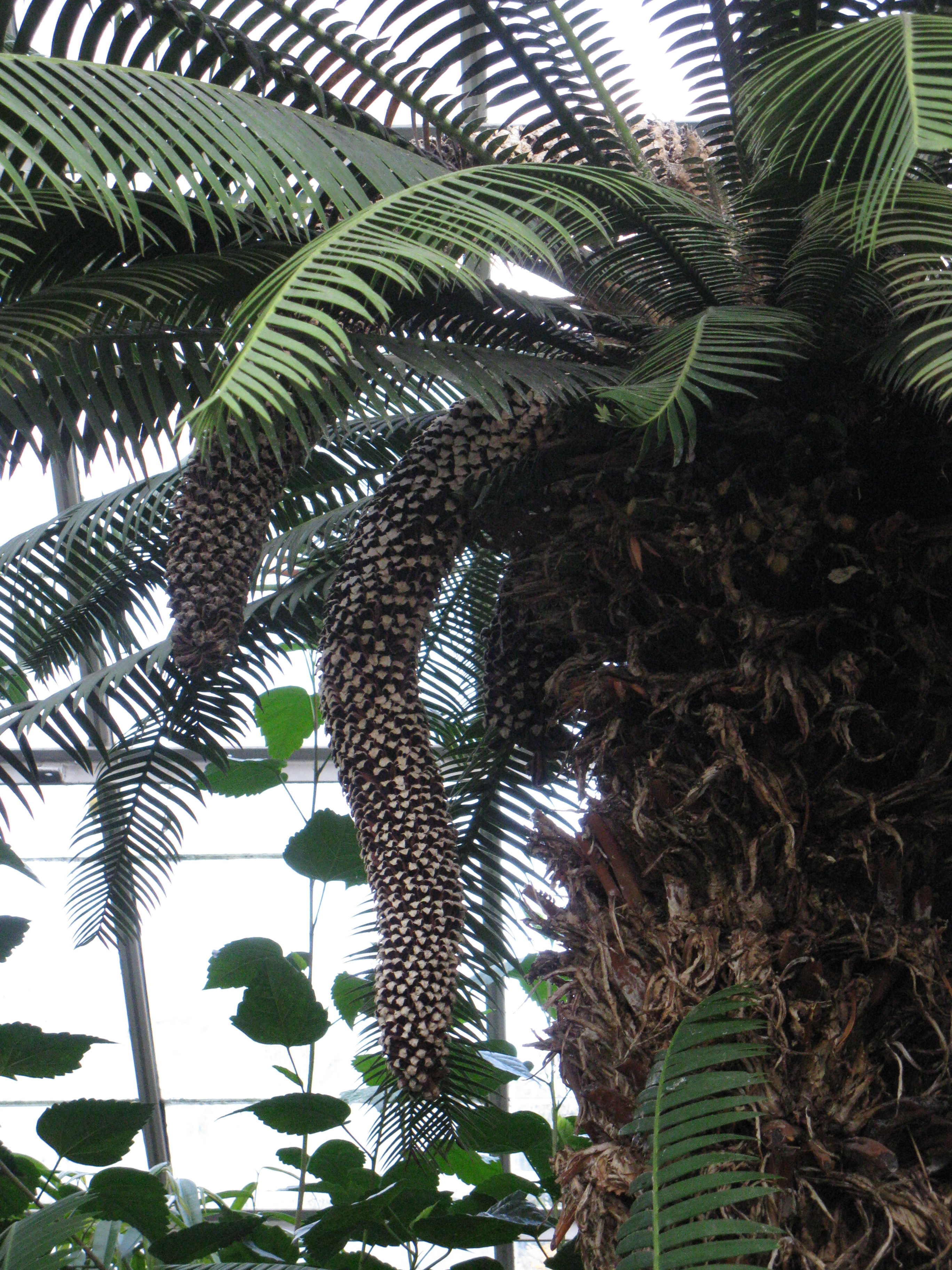
Квітучий саговник
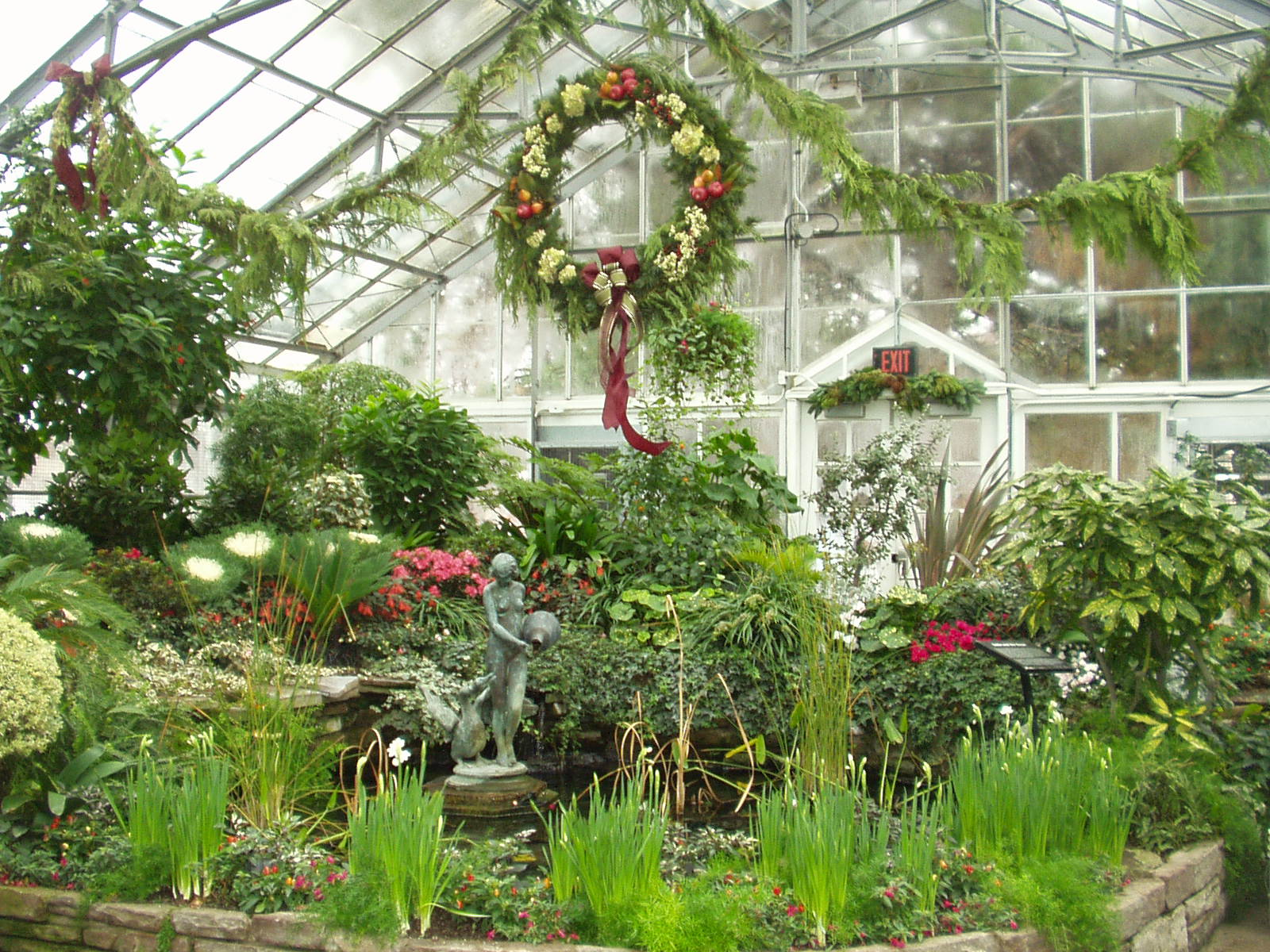
Статуя Леди і лебедя (Різдвяна виставка квітів 2008 року)
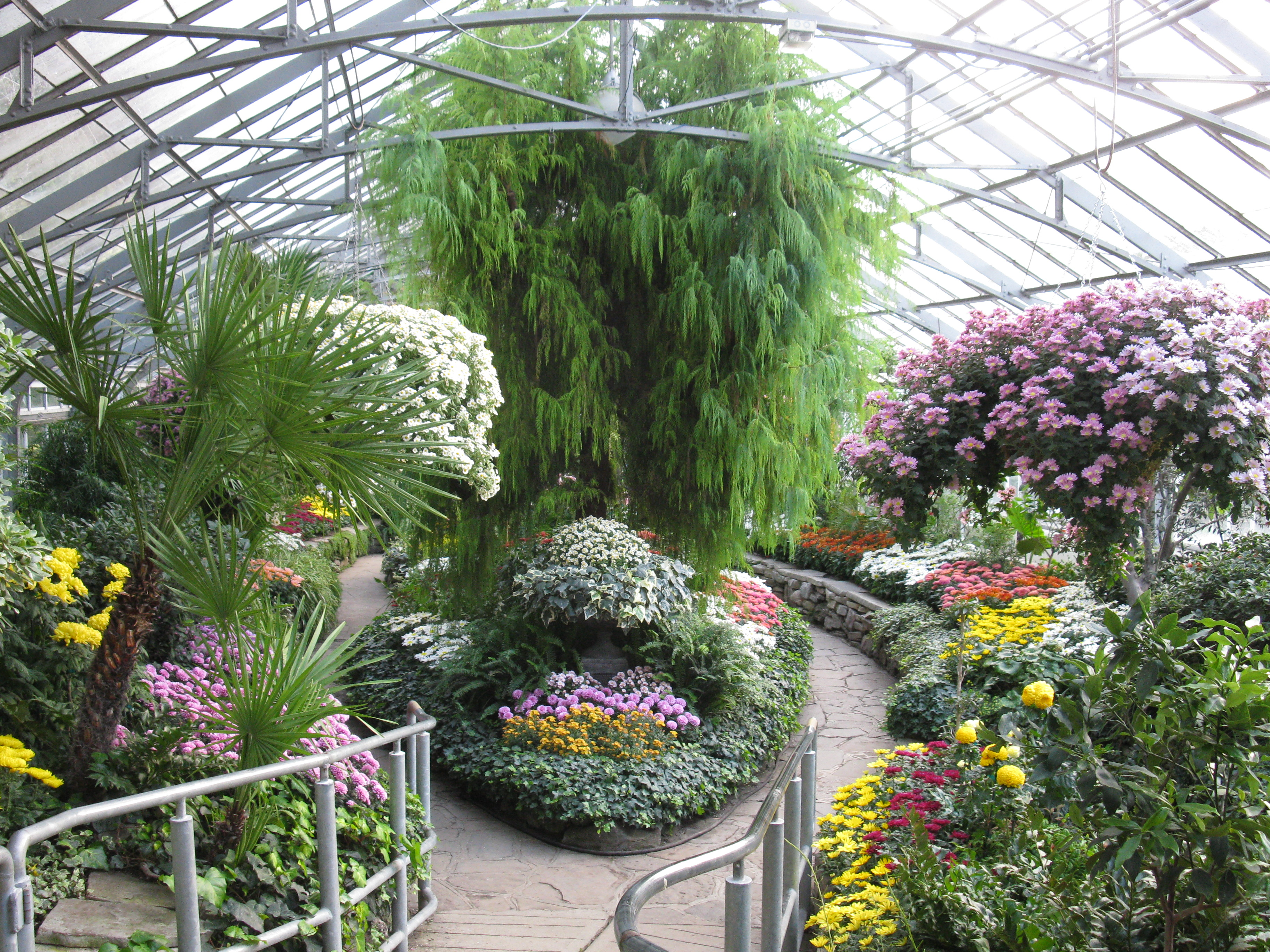
Осіння виставка квітів 2009
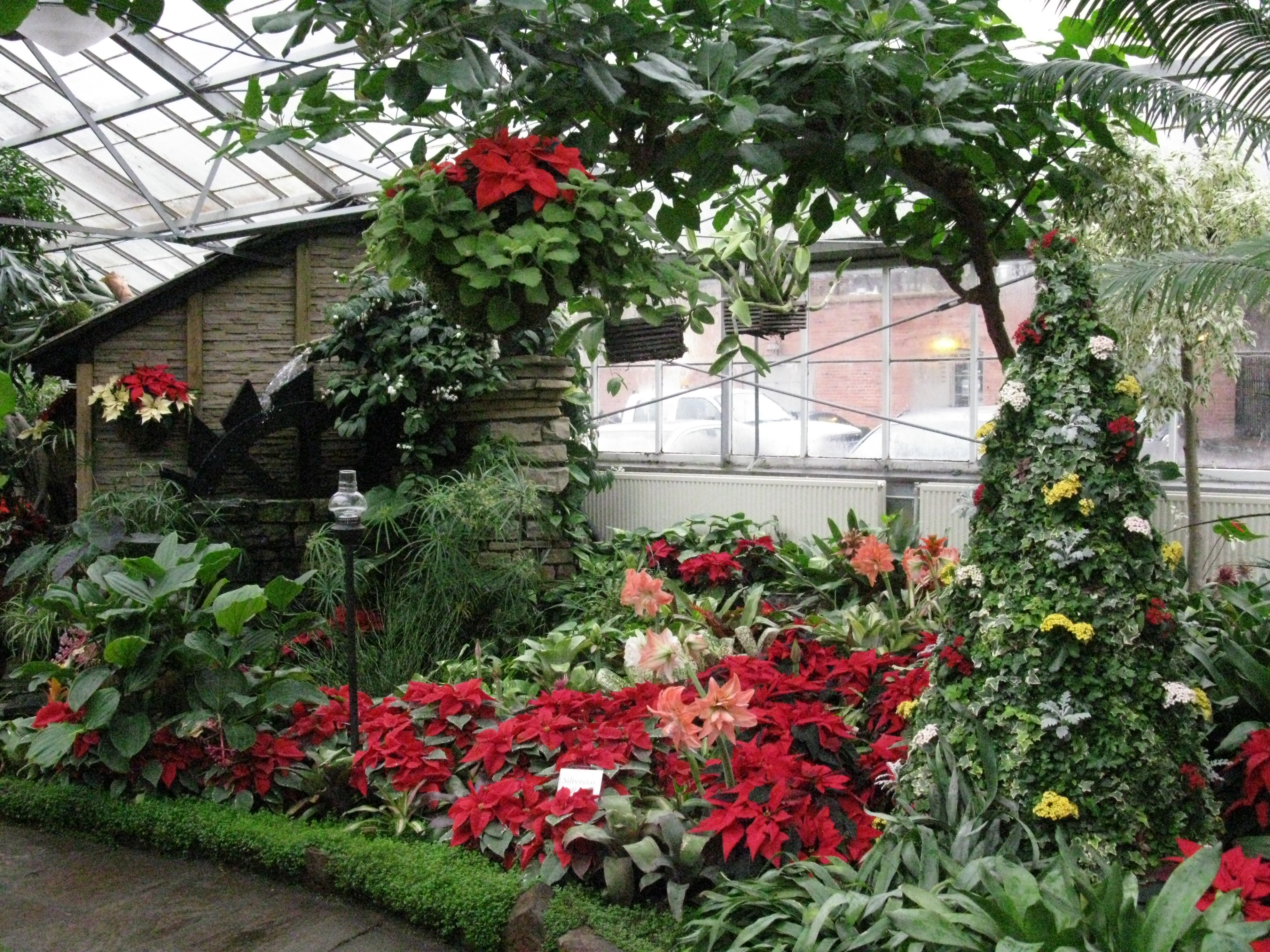
Різдвяна виставка квітів 2009
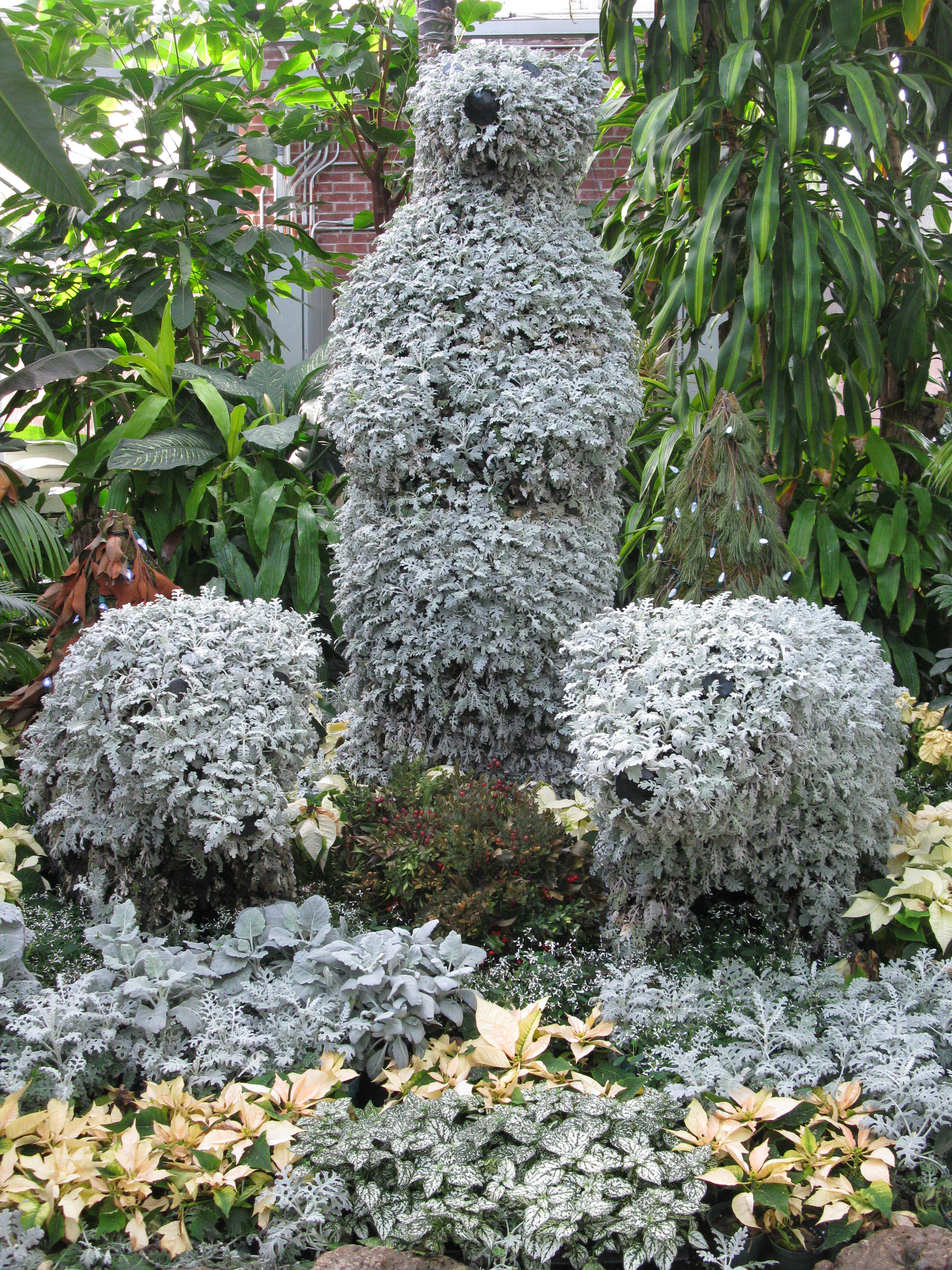
«Білі ведмеді» на Різдвяній виставці квітів 2010
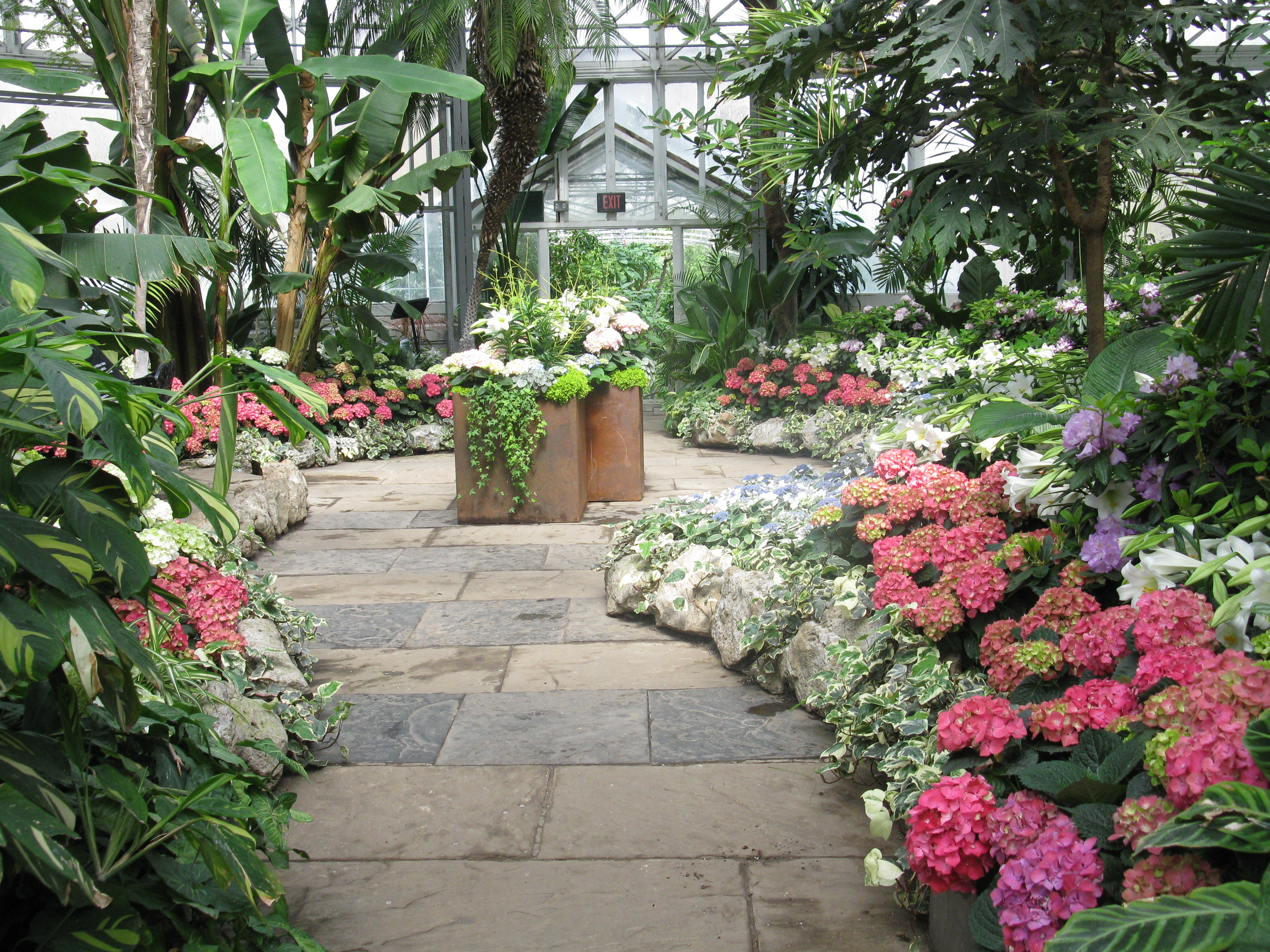
Весняна виставка квітів 2010